# Warlito Cajandig y Itcuas
Warlito Cajandig y Itcuas (* 31. Januar 1944 in Dumarao, Capiz) ist ein philippinischer römisch-katholischer Geistlicher und emeritierter Apostolischer Vikar von Calapan.

## Biografie
Cajandig empfing am 21. März 1970 die Priesterweihe und wurde nach fast zwanzigjähriger Tätigkeit am 17. April 1989 zum Apostolischen Vikar von Calapan sowie zugleich zum Titularbischof von Ausafa ernannt. Am 21. Juni 1989 empfing er die Bischofsweihe durch Jaime Kardinal Sin sowie die Mitkonsekratoren Bischof Nicolas Mondejar und Vicente Salgado y Garrucho.
Nachdem Cajandig am 1. September 2018 einen Schlaganfall erlitten hatte, ernannte Papst Franziskus den bisherigen Generalvikar von Calapan, Nestor Adalia, zum Apostolischen Administrator, womit Cajandigs Jurisdiktion zunächst ruhte. Am 7. November 2022 entband der Papst Cajandig aus gesundheitlichen Gründen von seinem Amt.